# 臺中四省中
臺中四省中為公元2000年前臺中市境內四所省立高中的合稱，由於以往「省辦高中，縣市辦初中」政策，高中數量甚少，舊時台中縣市內公立高中僅有7所，因此能夠錄取的學生皆為當時的一時之選。
自1990年代起，呼應410教改廣設高中大學訴求，各縣市政府紛紛改制國中為完全中學，或是重設曾有的市立高中，省辦高中政策宣告終結。公元1997年，中央政府實行精省，四所省立高中皆於2000年改隸為國立高中，省中時代正式結束，但因四省中稱號已久，故常可見此稱呼，如學生的四省中科博館義工，或是學校方面與2001年新設的興大附中組成的「中部五校聯盟」，皆能見到四校緊密的合作與夥伴關係。
2014年8月1日，實施《高級中等教育法》後，四所學校皆歸類為「普通型高級中等學校」。
2017年1月1日，因臺中市已升格直轄市，由中央政府依法改隸至地方政府，移轉為市立高校。

## 學校組成

### 男校或男生為主的學校
- 臺灣省立臺中第一高級中學：簡稱臺中一中，當今臺中市立臺中第一高級中等學校，日治時期創校初始為「臺中中學校」，後為臺中州立臺中第一中學校。第一所供臺灣人就讀的學校、臺中第一所中學校、唯一一所持續以「第一」為名的學校。迄今普通班限定招收男生，特殊班級（美術班、科學班）才有男女兼收。

### 女校或女生為主的學校
- 臺灣省立臺中女子高級中學：簡稱臺中女中，當今臺中市立臺中女子高級中等學校，日治時期為臺中州立第一高等女學校，目前維持限收女生，為純女校。
- 臺灣省立臺中文華高級中學：簡稱文華高中，當今臺中市立文華高級中等學校，成立於1989年，是四省中裡唯一非日治時期創設的學校。早期主要招收女生，兼收少量男生；但2010年後男生比例漸增，目前男女比例約為1：1.5（2025年）。

### 男女合校
- 臺灣省立臺中第二高級中學：簡稱臺中二中，當今臺中市立臺中第二高級中等學校，為日治時期「臺中州立臺中第二中學校」與「臺中州立臺中第二高等女學校」合併後的存續學校。合併之初男女兼收，1952年起轉為純男校，1983年後恢復招收女生。2025年起不再設定男女招生比例。